# EC-12
『EC-12』（イーシージュウニ、EC12）は、ヒト腸管より分離したエンテロコッカス・ファエカリス（Enterococcus faecalis）・EC-12株を独自の培養・処理技術により加熱殺菌し高密度濃縮した乳酸菌。
機能性と実用性を併せ持つ食品素材。

## 歴史
コンビ株式会社（コンビ (企業)）によって開発され2002年より市場供給されている。乳酸菌がまだ生菌至上主義の時代にいち早く上市された殺菌菌体で、殺菌乳酸菌の市場拡大に寄与している。

## 殺菌菌体の特徴
「殺菌乳酸菌体」は、「生菌」や「乳酸菌生産物質」とは体内での作用メカニズムが異なり、腸管にあるパイエル板に取り込まれることで免疫活性を誘導する。また、免疫活性の誘導メカニズムを通した身体への様々な有用性が確認されている。
- 耐熱性に優れ、品質が安定している。
- 冷凍・冷蔵での保存、輸送、陳列の必要がない。
- 生菌に比べ、生産ラインを汚染しにくい。

## EC-12の特徴
EC-12は、その微小な菌体サイズにより、ごく少量で多くの菌数摂取を可能にしているだけでなく、適切な殺菌で、機能の最大化を図っている。
- 少量で多くの菌数を摂取できる（1グラムあたり5兆個）
- 高いサイトカイン誘導能（IL-12誘導活性：比活性0.9以上で規格化）
- 専用のキットにより、最終製品中の配合菌数測定が可能
- 豊富で多用なエビデンスを保有
- 機能性表示食品の届出受理（届出番号E619）
- 最終製品の「機能性表示食品申請サポートサービス」完備

＊：原材料表示例：乳酸菌（殺菌）「乳成分を含む」、デキストリン

## 医学研究、作用メカニズム、用途（蓄積エビデンス）
活性本体としては、乳酸菌体の核酸（一本鎖RNA）であることが明らかにされている

。また、抗原掲示細胞（マクロファージ等）はEC-12の細胞壁マンノースを認識し取り込む
ことで、活性本体である核酸がサイトカインなどの伝達物質の産生を促し、効果を発現させる
。
核酸やマンノースは殺菌を行っても失われることは無く、死菌体であっても効果を発揮することから、生菌として腸に届く必要がなく、一般的な乳酸菌がもつプロバイオティクスとは異なる作用メカニズムである。EC-12ではこれまで計25報の学術論文が報告されている。

### 作用メカニズムの解明
EC-12は摂取されると、腸管に存在するパイエル板を介して生体内に取り込まれる
。その後抗原提示細胞はEC-12の細胞壁に存在するマンノースを認識し、貪食され
、抗原提示細胞は貪食したEC-12のRNAにより、サイトカインを産生することが明らかになっている。
また、一本鎖RNA、二本鎖RNAまたはDNAを分解したEC-12をヒト免疫細胞と共培養したところ、一本鎖RNAを分解したEC-12のみサイトカインであるIL-12の産生量が低下しており、EC-12に含まれる一本鎖RNAが免疫刺激における活性本体であることも明らかにしている
。

#### ヒト免疫に関する効果
風邪のひきやすい、相対的に免疫力の低い健常成人にEC-12を摂取させたところ、免疫に関する指標がプラセボ群と比較して改善し、鼻汁及びのどの痛みの累積日数が提言したことが確認された
。

#### 腸内細菌叢の改善
健康な成人に対してEC-12を1日あたり200㎎14日間摂取させ、摂取前、摂取7日後、摂取14日後および摂取終了2週間後の糞便細菌叢や糞便の理学性状を調べたところ、EC-12を摂取した期間のみ糞便におけるビフィズス菌の占有率が増加し、ウェルシュ菌の占有率が減少したことが観察された。これは殺菌した乳酸菌による整腸効果を初めて示したものである
。
また、排便が週2～5回の日本人女性を対象とした試験では、EC-12を摂取(200㎎/日)した際の腸内細菌(T-RFLP法)の占有率がBifidobacteriumの占有率がプラセボ摂取群と比較して増加したことも確認されている
。

#### 内臓脂肪低減効果
40～50代でBMIが25以上の健常な男性にEC-12を1日あたり200㎎またはプラセボを12週間毎日摂取させたところ、摂取後の内臓脂肪量変化率がプラセボ群と比較してEC-12摂取群において低下が認められ
。

#### 便通促進効果
成雌ブタを用い、EC-12もしくは対照としてビール酵母を餌に混合して食べさせた。給餌開始後8日目の朝に、餌と同時に消化管内滞留時間測定マーカーを投与し、消化管内滞留時間を測定した。すると、EC-12摂取群では、対照と比較して大腸時間が3分の2以下に短縮した
。

#### 生体防御効果
雌性マウスにEC-12を経口投与し、投与開始から3日目にLD50の10倍量に相当するリステリア菌に感染させた。EC-12を投与していない対照群は感染7日目に全例死亡したのに対し、EC-12摂取群は14日目でも40％以上の生存率を示した
。
孵化したばかりのブロイラーの雛を用い、2日齢に薬剤耐性菌に感染させた。その雛に通常の餌にEC-12を混ぜて投与したところ、薬剤耐性菌の検出率が低下し、盲腸内容物中のIgAやや血清中のIgGの増加が認められた
。
また、EC-12を投与したブロイラーの雛の5日齢と15日齢のファブリキウス嚢のβディフェンシンと盲腸内容物中のIgAを測定したところ、5日齢でファブリキウス嚢のβディフェンシンの増加、15日齢で盲腸内容物中のIgAの増加が確認された
。
下痢が頻発している離乳直後の仔豚にEC-12を経口投与したところ、溶血性大腸菌の陽性率が低下し、便性状スコアが改善されたことが、4th Joint INRA-RRI Symposium（2004）で発表されている
。
インフルエンザに感染させたマウスにEC-12を投与することで、ウイルス感染によるダメージ（体重減少）が低減された。感染初期のウイルス量がEC-12の用量依存的に低下し、感染後期のウイルス中和抗体価が用量依存的に上昇したことが、日本薬学会第131年会(2011)で発表されている
。

#### アレルギー抑制効果
喘息誘発モデルマウスにEC-12を投与し、肺胞洗浄液中の白血球数及び、好酸球数、血清中の抗原特異的IgE等を測定した。結果、好酸球数と抗原特異的IgE抗体価がEC-12
投与により減少しており、Ⅰ型アレルギー反応を軽減させることが示唆された
。
EC-12を接触性皮膚炎の患者に摂取してもらったところ、パッチテストによる反応が抑制されたことが、第34回日本皮膚アレルギー学会総会（2004）で発表されている
。
EC-12を花粉症患者に摂取してもらったところ、発症要因となるスギ花粉抗原特異的IgE抗体産生が抑制される効果を示し、QOL改善効果が示唆されたことが、第1回日本食品免疫学会（2005）で発表されている 
。
EC-12をアトピー性皮膚炎患者に摂取してもらったところ、発症要因となる可能性の高いハウスダスト-6抗原特異的IgE抗体産生が抑制される傾向を示し、アトピー性皮膚炎に対するQOL改善効果が示唆されたことが、第1回日本食品免疫学会（2005）で発表されている
。

#### 腸発がんの予防
ヒト家族性大腸腺腫症のモデルマウスにEC-12含有餌を投与したところ、腸のポリープの数はEC-12投与により減少傾向を示した
。

#### 脳腸相関
マウスにEC-12を投与しオープンフィールド試験を行ったところ、対照群と比較して通常少ないはずの中央滞在時間が増加した。また、腸内細菌叢の変化や前頭前皮質の神経伝達物質受容体遺伝子発現にも変化が認められた
。

#### 抗酸化活性上昇効果
マウスにEC-12を投与し、肝臓のSOD活性を測定したところ、Mn-SOD活性、総SOD活性共に上昇していることが確認された[21]。また別のマウスでもEC-12投与後の肝臓のMn-SOD遺伝子発現量と肝障害・肝機能低下マーカーや酸化ストレスマーカーについても
測定を行ったところ、肝臓に負荷を与えることなくSOD活性の上昇が認められた
。

#### 細胞再生促進
離乳期の仔豚にEC-12を投与したところ、小腸上皮細胞の増殖速度が大きくなったことが、第62回日本栄養・食糧学会大会（2009）で発表されている
。
褥瘡を作成したラットにEC-12を摂取させたところ、EC-12を摂取させた群では対照群と比較して創傷面積の縮小が認められたことが、第30回日本静脈経腸栄養学会(2015)で発表されている
。

#### 抗腫瘍効果
線維肉腫細胞であるMeth Aを接種したマウスにEC-12を経口投与したところ、生存率が向上し、その効果は用量依存的なものであったことが、第15回バイオセラピィ学会(2002)で発表されている
。

#### 大腸炎抑制作用
デキストラン硫酸ナトリウム塩誘発大腸炎モデルマウスにEC-12を投与したところ、病理的観察において結腸組織の肥厚と炎症性サイトカインの抑制が確認されたことが、第88回日本薬理学会(2015)で発表されている
。

#### 乳児を対象とした安全性確認
出生から1歳未満の乳児に、1日あたり4㎎/㎏B.WのEC-12を摂取させたところ、身体測定及び医師による所見評価において、いかなる有害事象も確認されなかった
。

## 機能性表示食品としての利用
EC-12は2020年1月、機能性表示食品として届出が受理（届出番号E619）されている。届出表示は「本品には殺菌乳酸菌EC-12株が含まれます。殺菌乳酸菌EC-12株には、腸内のビフィズス菌を増やし、腸内環境を改善する機能があることが報告されています。」と、殺菌乳酸菌単体として初めて、具体的に「ビフィズス菌を増やし」という表記で腸内改善を報告できる菌体となっている。

## 特許
- 特許第6185041号　表皮ブドウ球菌由来のグリセロール産生促進剤、皮膚表皮角化細胞由来の抗菌ペプチド産生促進剤、およびそれらの皮膚保護用外用剤への利用
- 特許第6138570号　免疫調節作用を有するＲＮＡ
- 特許第5690270号　乳酸菌由来のＲＮＡを有効成分とする組成物
- 特許第5612870号　褥瘡改善作用を有する組成物
- 特許第5970149号　経口摂取用組成物
- 特許第5207313号　乳酸菌配合物及びその製造方法
- 特許第5340555号　絨毛伸張剤
- 特許第5031249号　炎症抑制作用のある菌体含有組成物
- 特許第5172104号　ハンセン病発症予防作用のある菌体含有組成物
- 特許第5371169号　薬剤耐性菌感染防除剤
- 特許第5411405号　家畜・家禽用下痢抑制剤
- 特許第4903559号　家畜・家禽類又は魚介類の感染防除剤

## 製品化された商品カテゴリー
- サプリメント（錠、顆粒、ソフトカプセル、ハードカプセル、ゼリー）
- 加工食品（パン、クッキー、グミ、飴、その他菓子、シリアル等）
- 飲料
- 畜産飼料（受注生産）